# Ernst Leichtenstern
Ernst Leichtenstern, auch Ernst von Leichtenstern (* 22. April 1895 in Erlangen; † 2. April 1945 in Breslau), war ein deutscher Oberbürgermeister, NS-Propaganda- und Filmfunktionär zur Zeit des Nationalsozialismus.

## Biografie
Leichtenstern verließ im März 1914 vor dem Abitur das Wilhelmsgymnasium München und nahm als Offizier der Kaiserlichen Marine am Ersten Weltkrieg teil; anschließend betätigte er sich in einem Freikorps. Er war als Ingenieur tätig. Der NSDAP trat er zum 1. Juni 1930 bei (Mitgliedsnummer 257.343). Er war für die Partei Ortsgruppenleiter in Gilching. Durch seine Beschäftigung als Elektriker im Braunen Haus knüpfte er Kontakte zur NS-Prominenz und stieg innerhalb der NS-Hierarchie auf. Ab 1934 war er Gaupropagandaleiter bei der Gauleitung München-Oberbayern. Er wurde 1934 am Volksgerichtshof Laienrichter. Im Reichsministerium für Volksaufklärung und Propaganda (RMVP) leitete er zum Ministerialrat befördert von Januar 1938 bis August 1939 die Abteilung Film. 1939/40 war er auf Wunsch von Joseph Goebbels als Nachfolger von Alfred Greven zeitweise Produktionschef der UFA. Da Leichtenstern jedoch über keine Erfahrung mit Filmproduktionen verfügte, wurde er nach kurzer Zeit wieder von diesem Posten entbunden.
Ab dem 7. April 1940 war er Oberbürgermeister von Görlitz. Von Görlitz wechselte er offiziell zum Juli 1944 nach Breslau, wo er bis zu seinem Tod im April 1945 Oberbürgermeister dieser Stadt war. Leichtenstern starb bei Kampfhandlungen während der Schlacht um Breslau.